# Вандиш (муніципальне утворення «Сойгинське»)
Вандиш (рос. Вандыш) — присілок в Ленському районі Архангельської області Російської Федерації.
Населення становить 5 осіб. Входить до складу муніципального утворення Сойгинське поселення.

## Історія
Від 2004 року входить до складу муніципального утворення Сойгинське поселення.

## Населення
| 2002 | 2010 | 2012 |
| ---- | ---- | ---- |
| 12   | ↘7   | ↘5   |